# Mount Grant (Südgeorgien)
Mount Grant ist ein 1205 m hoher Berg auf der Südseite Südgeorgiens. Er ragt zwischen dem Esmarkbreen und dem Keilhau-Gletscher auf.
Der South Georgia Survey kartierte den Berg im Zuge seiner von 1951 bis 1957 dauernden Vermessungskampagne Südgeorgiens. Das UK Antarctic Place-Names Committee benannte ihn 1958 nach Henry Eugene Walter Grant (1855–1934), Kolonialminister und Rechtsberater der Falklandinseln von 1906 bis 1909, der an der Entwicklung der Walfangindustrie und den Bemühungen um den Bestandsschutz der Wale in diesem Gebiet beteiligt war.